# جون غيلروي
جون غيلروي (بالإنجليزية: John Gilroy)‏ هو منتج أفلام ومونتير أمريكي، ولد في 24 يونيو 1959 في سانتا مونيكا في الولايات المتحدة.

## وصلات خارجية
- جون غيلروي على موقع IMDb (الإنجليزية)
- جون غيلروي على موقع ألو سيني (الفرنسية)
- جون غيلروي على موقع أول موفي (الإنجليزية)
- جون غيلروي على موقع قاعدة بيانات الأفلام السويدية (السويدية)
- جون غيلروي على موقع قاعدة بيانات الفيلم (الإنجليزية)
- جون غيلروي على موقع كينوبويسك (الروسية)